# 로큰롤 명예의 전당

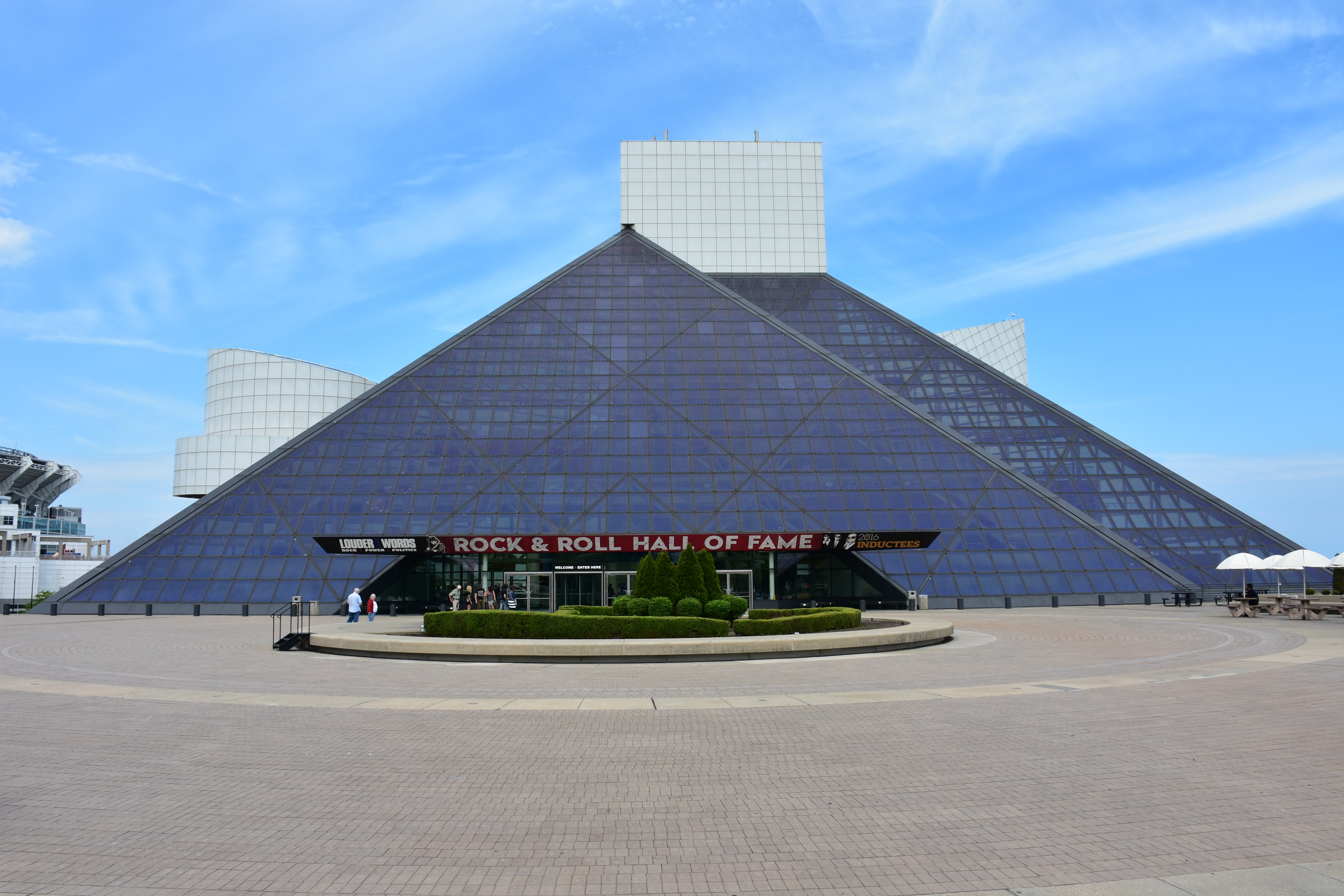
노을진 로큰롤 명예의 전당

로큰롤 명예의 전당(영어: Rock and Roll Hall of Fame, RRHOF) 또는 단순히 락홀(영어: Rock Hall)은 미국 오하이오주 클리블랜드에 있는 로큰롤 기념관이다.
다양한 전시물과 사진·비디오·유품 등이 소장되어 있고 명예의 전당 상설전시관의 역할을 한다. 박물관은 상설전시 외에도 건물 1, 2층에서 대규모 전시와 다양한 임시 전시회를 연중 개최하며 음악회·강연회·토론회·수련회 등 다양한 프로그램을 운영한다.
재단은 비영리단체인 음악계에 종사하는 인사들로 이루어지며 공공 투자, 기업체의 후원금, 개인 기부금, 회원의 회비, 박물관 입장료 및 매점 판매수익 등으로 운영된다. 선정 대상은 공연자(performers), 비공연자(non-performers), 락앤롤에 영향을 미친 자(Early Influences), 배후 활동자(Side Men), 평생공로자(lifetime achievement) 등으로 나뉜다.
이 중 공연자는 첫 레코드 발매 후 25년이 지나야 자격이 주어지는데, 로큰롤의 발전에 얼마나 기여했는지가 주요 심사 기준이 된다. 로큰롤 역사를 연구하는 학자로 구성된 재단의 지명위원회가 매년 공연자 부분의 후보를 지명하며, 전 세계 약 1,000명의 록 전문가에게 투표지를 발송하여 가장 많은 표를 획득한 공연자나 투표자의 과반수 이상을 득표한 공연자가 해마다 대략 5∼7명 선정된다.
비공연자 부문에는 작곡가, 제작자, 디스크 자키, 레코드사 임원, 언론인, 그리고 로큰롤의 발전에 큰 영향을 미친 음악업계 종사자가 선정된다. 락앤롤에 영향을 미친 자 부문에는 로큰롤 이전의 음악가로서 로큰롤의 형성이나 록의 대표적 음악가에게 영향을 미친 자가 선정되고, 비공연자 및 로큰롤에 영향을 미친 자 부문은 특별선정위원회에서 대상자를 선정한다.
그밖에 배후 활동자 부문은 2000년에 새로 생겼으며 녹음이나 공연에서 보조 작업을 맡는 음악가들을 대상으로 한다. 주로 제작자들로 구성된 별도의 선정위원회가 이 부문의 대상자를 선정한다.
선정자가 되면 축하공연을 비롯하여 박물관의 명예의 전당 전시실에 공연자 부문 선정자의 모든 노래를 들을 수 있는 기기가 설치되고, 3개의 대형 스크린을 통해 활동상과 음악을 소개하는 영화가 소개되며 선정자의 서명이 새겨진 유리잔과 선정자의 각종 기념품이 전시되는 명예를 누리게 된다.

## 25주년 기념 콘서트
2009년 10월 29일, 매디슨 스퀘어 가든에서 30일에 걸쳐 로큰롤 명예의 전당 25주년 기념 콘서트를 개최하였다. 스티비 원더, 제리 리 루이스, 브루스 스프링스틴, U2, 패티 스미스, 메탈리카, 믹 재거, 루 리드, 사이먼 & 가펑클, 오지 오스본, 제프 벡, 아레사 프랭클린, 스팅 등 저명한 음악가들이 참석하였다.

## 같이 보기
- 로큰롤 명예의 전당 헌액자 목록